# Lindsaea incisa
Lindsaea incisa là một loài dương xỉ trong họ Lindsaeaceae. Loài này được Prent. mô tả khoa học đầu tiên..
Danh pháp khoa học của loài này chưa được làm sáng tỏ. 